# Reggimento “Cavalleggeri Guide” (19º)

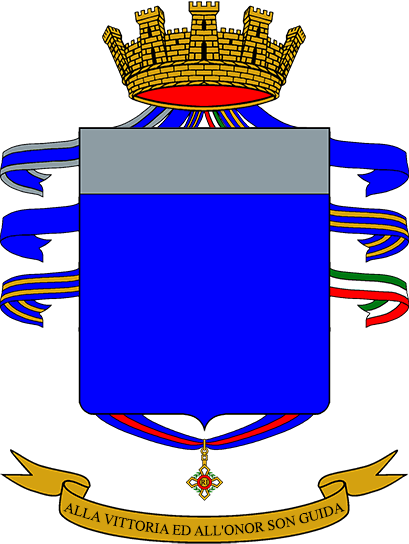
Wappen 19. Kavallerie Rgt.

Reggimento “Cavalleggeri Guide” (19º) ist die Bezeichnung des 19. Kavallerieregiments des italienischen Heeres, das noch über insgesamt neun solcher Verbände verfügt. Das Panzeraufklärungsregiment ist in Salerno (Kampanien) stationiert und untersteht der Bersaglieri-Brigade Garibaldi. Mit seinen Radpanzern vom Typ Centauro und Spähpanzern vom Typ Puma übernimmt es vorwiegend Aufklärungs-, Sicherungs- und Unterstützungsaufgaben. Das Regiment Cavalleggeri Guide führt die Traditionen der Chevaulegers und der Guiden fort.

## Gliederung
Cavalleggeri Guide ist ein Panzeraufklärungsregiment in Bataillonsstärke. Als Kavallerieverband gliedert es sich in Eskadronen. Neben der Stabs- und Versorgungeskadron verfügt es über drei Aufklärungseskadronen und eine schwere Eskadron.
Die drei Aufklärungseinheiten verfügen jeweils über acht Centauros, zwölf Puma (4x4) und sechs Motorräder der Marke Cagiva. Die schwere Eskadron ist mit 14 Centauros ausgerüstet.
Darüber hinaus verfügen der Regimentskommandeur und sein Stellvertreter über je einen Centauro. Insgesamt hat das Regiment u. a. 40 Centauros und 36 Pumas (Stand: 2015).

## Geschichte

### Italienische Einigung
Im Jahr 1848 stellte das piemontesische Heer drei Eskadrons Guiden auf, welche mit Aufklärungs-, Verbindungs- und Ordonnanzaufgaben bei höheren Stäben beauftragt wurden. Aus diesen Einheiten entstand am 3. Januar 1850 das Kavallerieregiment Cavalleggeri di Monferrato. Am 7. April 1859 stellte man für die genannten Sonderaufgaben eine neue Guiden-Eskadron auf. Im Zuge der Einigung Italiens wurde im Februar 1860 das Personal einiger vergleichbarer Einheiten anderer italienischer Staaten in diese Eskadron eingegliedert und diese dann zu einem Guiden-Regiment ausgebaut. Später kam es als 19. Chevauleger-Regiment zur leichten Kavallerie, es durfte jedoch im Gegensatz zu den anderen italienischen Regimentern dieser Art als Erinnerung an die Guiden-Ursprünge den Namen Cavalleggeri Guide führen. Die Aufgaben der früheren Guiden übernahmen kleinere Einheiten, die die verschiedenen Kavallerieregimenter bei Bedarf aufstellten. 
Im dritten italienischen Unabhängigkeitskrieg zeichnete sich das Regiment Cavalleggeri Guide mit den Lancieri di Aosta am 24. Juni 1866 an der für Italien unglücklich verlaufenen Schlacht bei Custozza besonders aus. Für den Einsatz bei Oliosi erhielt es eine hohe Auszeichnung.
Ab Ende 1911 nahmen Teile des Regiments am italienisch-türkischen Krieg in Libyen teil. Zwei Eskadronen kämpften am 18. Januar 1912 bei Gargaresch. Sie blieben noch bis Anfang 1913 zur Aufstandsbekämpfung in Nordafrika.

### In den Weltkriegen
Im Ersten Weltkrieg mussten die Cavalleggeri Guide wegen des Stellungskrieges überwiegend ohne ihre Pferde auskommen und bildeten verschiedene Maschinengewehr-Einheiten. Diese Einheiten kämpften bis Ende Oktober 1917 am unteren Isonzo. Nach dem Durchbruch der Mittelmächte bei Karfreit deckten die berittenen Teile des Regiments  bei San Vito al Tagliamento den Rückzug der 3. italienischen Armee vom Isonzo zum Piave. Die MG-Einheiten verteidigten Flussübergänge, insbesondere am Tagliamento. Im Herbst 1918 nahmen die Cavalleggeri Guide mit ihren Pferden an der italienischen Schlussoffensive am Piave teil, den sie am 30. Oktober wieder in Richtung Osten überquerten.
Im Jahr 1934 wurden die Cavalleggeri Guide als Ausbildungsregiment zum Zentrum der ansatzweisen Transformation der traditionellen Kavallerie in eine motorisierte bzw. leicht gepanzerte Truppe. Das Regiment bildete drei leichte Panzerbataillone, die mit Tanketten ausgerüstet wurden, und  ein reitendes Bataillon. Die drei Panzerbataillone wurden 1936 als Unterstützungsverbände an drei schnelle Divisionen abgegeben, später gebildete Einheiten gingen zur Unterstützung an einige reitende Kavallerieregimenter. 
Im Zweiten Weltkrieg nahmen die Cavalleggeri Guide zunächst am desaströsen italienischen Feldzug gegen Griechenland teil, wo sie sich jedoch an verschiedenen kritischen Punkten bis April 1941 mehrmals auszeichneten. Das Regiment blieb bis September 1943 in Albanien und operierte dort vorwiegend gegen örtliche Widerstandsgruppen. Nach dem Waffenstillstand schlossen sich verschiedene Einheiten des Regiments in Italien den Alliierten und dem Corpo  Italiano di Liberazione an. Am 3. Mai 1945 waren sie an der Einnahme Bolognas beteiligt.  

### Nachkriegszeit
Die Cavalleggeri Guide entstanden ab 1949 als Panzeraufklärungsverband für die Panzerbrigade Ariete im nordostitalienischen Friaul wieder. Im Jahr 1963 leisteten sie nach der Vajont-Katastrophe in und um Longarone wertvolle Hilfe, 1976 auch nach einem heftigen Erdbeben in der Region. Die seit 1986 der Panzerbrigade Mameli unterstellten Cavalleggeri Guide (gemischtes mechanisiertes Aufklärungsbataillon) gaben 1991 nach Auflösung der Brigade ihre Kettenfahrzeuge ab und wurden mit Radpanzern vom Typ Centauro ausgerüstet. Sie wurden von ihrem bisherigen Standort in Casarsa della Delizia nach Salerno in Kampanien verlegt, der Bersaglieri-Brigade Garibaldi unterstellt und nahmen dort wieder die Bezeichnung Regiment an. Im Sommer 1992 wurde das Regiment als eines der ersten in Italien professionalisiert und besteht seitdem nur noch aus Berufs- und Zeitsoldaten. Seit Anfang der 1990er Jahre haben die Cavalleggeri Guide an etlichen Friedensmissionen teilgenommen, vor allem im ehemaligen Jugoslawien, aber auch im Irak und in Afghanistan.